# Langenstraße 55 (Stralsund)
Das Haus Langenstraße 55 in Stralsund ist ein denkmalgeschütztes Bauwerk in der Langenstraße.

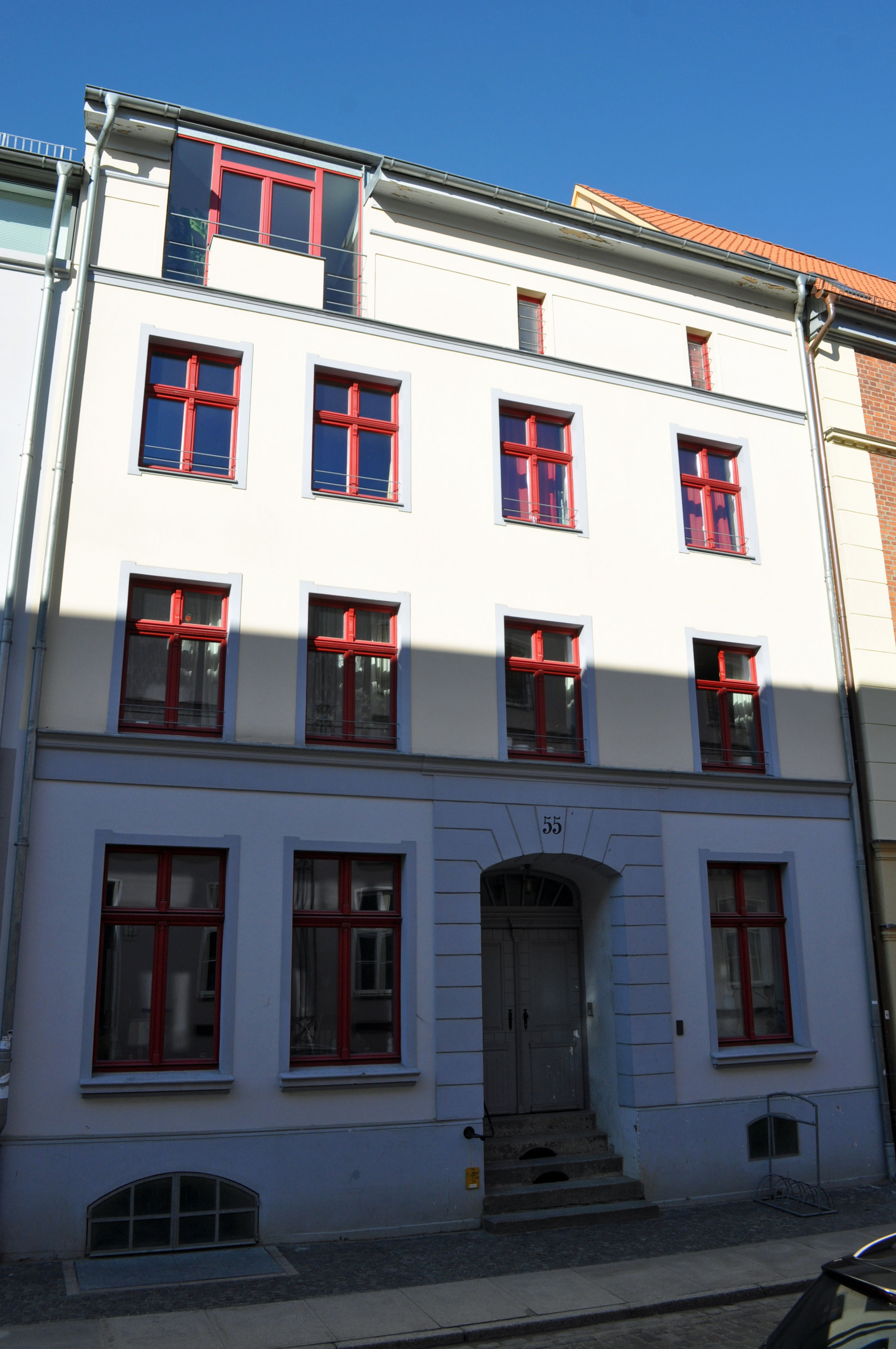
Haus Langenstraße 55 in Stralsund (2012)

Der dreieinhalbgeschossige, vierachsige Putzbau wurde im zweiten Viertel des 19. Jahrhunderts errichtet. Im Jahr 1918 kam es zu einem Brand, das Haus wurde danach erneuert. Vom ursprünglichen Bau sind das Portal und die zweiflüglige, geschnitzte Haustür erhalten geblieben.
Das Haus im Kerngebiet des von der UNESCO als Weltkulturerbe anerkannten Stadtgebietes des Kulturgutes „Historische Altstädte Stralsund und Wismar“ ist in die Liste der Baudenkmale in Stralsund eingetragen.